# 平群郡
平群郡为奈良縣過去轄下的一個郡，已於1897年4月1日與添下郡合併為生駒郡。
在1880年實施郡區町村編制法時的轄區包括現在的平群町、三鄉町、斑鳩町、安堵町、生駒市南部地區、大和郡山市南部小部分地區。

## 歷史
在令制國時代屬於大和國，10世紀時依據和名類聚抄，其下設有那珂鄉、飽波鄉、平群鄉、夜麻鄉、坂門鄉、額田鄉。
江戶時代南部大部分區域為幕府的直轄領地，北部則多為郡山藩的領地，另有小部分區域屬於寺社領或旗本的領地。
19世紀明治維新後，原屬奈良奉行管轄的幕府直屬領及旗本領地、寺社領改隸屬新政府設立的奈良縣，郡山藩領地在1871年實施廢藩置縣後隸屬郡山縣，但在同一年的府縣整併中，郡山縣又被併入奈良縣；1876年的第二次府縣整併中，奈良縣遭到廢除，改隸屬堺縣管轄，不過到了1881年又因堺縣被廢除改隸屬大阪府，直到1887年重新設立了奈良縣，才恢復隸屬奈良縣轄下。
在1880年實施郡區町村編制法時，正式的設置了近代的行政區劃「平群郡」，最初郡役所設於添上郡的奈良町「奈良郡役所」，同時也負責管轄周邊的添上郡、添下郡、山邊郡、廣瀨郡，也因此後來又改稱為「添上添下山邊廣瀨平群郡役所」。

### 沿革

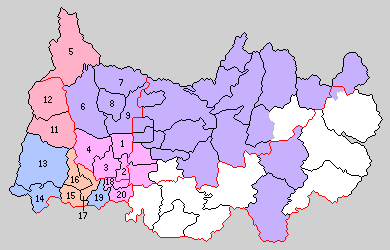
1889年平群郡轄下的行政區劃：
11.南生駒村、12.北生駒村、13.明治村、14.三鄉村、15.龍田村、16.法隆寺村、17.富鄉村、18.本多村、19.安堵村、20.平端村
（紅色：現屬生駒市、橙色：現屬斑鳩町 青色：此後未曾餐與合併、1 - 9屬添下郡）

- 1889年4月1日：實施町村制，平群郡下設：南生駒村（日语：南生駒村）、北生駒村、明治村、三鄉村、龍田村、法隆寺村（日语：法隆寺村）、富鄉村（日语：富郷村 (奈良県)）、本多村（日语：本多村）、安堵村、平端村（日语：平端村）（10村）
- 1891年4月2日：龍田村改制為龍田町（日语：竜田町）。[2]（1町9村）
- 1896年9月1日：明治村改名為平群村。
- 1897年4月1日：實施郡制（日语：郡制），同時與添下郡合併為生駒郡。